# Downingia bicornuta
Downingia bicornuta  (лат.) — вид цветковых растений рода Доунингия (Downingia) семейства Колокольчиковые (Campanulaceae).

## Ботаническое описание
Однолетнее травянистое растение, образующее ветвящиеся прямостоячие стебли с мелкими листьями в узлах. На конце каждого ответвления располагается 1 или более цветков, каждый 1—2 см в диаметре.
Каждый цветок имеет 2 длинные, узкие, заострённые на конце верхние доли синего или пурпурного цвета. Три нижние доли срастаются в общую трёхдольную пластинку синего или пурпурного цвета с двумя ярко-жёлтыми пятнами, обрамлёнными белым. Губа трубки сопровождается выпуклыми выступами чашелистиков.
Плод — вскрывающаяся коробочка 3—7 см длиной.

## Распространение и местообитание
Вид произрастает на западе США от Калифорнии до Айдахо, где растёт по берегам озёр и весенних прудов.

## Синонимика
- Bolelia bicornuta (A.Gray) Greene
- Downingia bicornuta var. picta Hoover
- Downingia sikota Applegate[1]